# Capela de São José (Portimão)
A Capela de São José é um edifício religioso na cidade de Portimão, em Portugal.

## Descrição e história
A capela situa-se na Rua de São José, em Portimão. Apresenta uma planta longitudinal, formada por uma nave e uma capela-mor rectangular.
O edifício integra-se em geral no estilo chão, apresentando uma aparência exterior muito sóbria, sendo a fachada principal rasgada por um portal de moldura rectangular, com uma pequena janela em cada lado. O principal elemento na fachada é o frontão contracurvado, de influência regionalista. Em contraste, o interior é muito mais rico, sendo as paredes totalmente forradas por azulejos do século XVII, em tons azuis, brancos e amarelos. O altar-mor apresenta talha pintada de branco, decorada com enrolamentos em tons dourados, e tem no centro uma imagem de Cristo crucificado, ladeada por imagens da Sagrada Família.
A capela foi provavelmente edificada no século XVII. Foi classificada como de Valor Concelhio (posteriormente conhecido como Imóvel de Interesse Municipal) pelo Decreto n.º 129/77, de 29 de Setembro.